# Alone (Fernsehsendung)
Alone ist eine US-amerikanische Survival-Reality-Serie auf dem privaten Pay-TV-Sender History.

## Prinzip
In der Sendung gibt es zehn Einzelpersonen (sieben Paarteams in Staffel 4), die mit einer begrenzten Menge an Überlebensausrüstung so lange wie möglich allein in der Wildnis überleben sollen. Mit Ausnahme medizinischer Check-ins sind die Teilnehmer untereinander und gegenüber allen anderen Menschen isoliert. Sie können jederzeit aus der Sendung genommen werden, wenn ein medizinischer Check-in nicht bestanden wird. Der Kandidat, der am längsten bleibt, gewinnt einen Hauptpreis von 500.000 US-Dollar (erhöht sich in Staffel 7 auf 1 Million US-Dollar). Die Staffeln wurden an einer Reihe abgelegener Orte gefilmt, normalerweise auf von Indigenen kontrollierten Gebieten, darunter dem Norden von Vancouver Island in British Columbia, dem Nationalpark Nahuel Huapi im argentinischen Teil Patagoniens, der Nordmongolei, dem Great Slave Lake in den Northwest Territories und Chilko Lake in British Columbia.

## Geschichte
Die Serie hatte am 18. Juni 2015 Premiere. Am 19. August, vor dem Finale der ersten Staffel, wurde bekannt gegeben, dass die Serie für eine zweite Staffel verlängert wurde, die im Herbst 2015 auf Vancouver Island, Kanada, mit der Produktion gedreht wurde. Staffel 2 wurde am 21. April 2016 veröffentlicht. Staffel 3 wurde im zweiten Quartal 2016 in Patagonien, Argentinien, gedreht und am 8. Dezember hatte die Staffel Premiere. Vor der Premiere der dritten Staffel gab History bekannt, dass das Casting begonnen hatte für Staffel 4. Staffel 4 wurde im Norden von Vancouver Island mit sieben Teams gedreht und am 8. Juni 2017 wurde die Staffel veröffentlicht. Staffel 5 wurde in der Nordmongolei gedreht und ermöglichte es den Ausgeschiedenen früherer Staffeln, zurückzukehren und gegeneinander anzutreten. Es wurde am 14. Juni 2018 veröffentlicht. Staffel 6 wurde am 6. Juni 2019 veröffentlicht und zeigte zehn brandneue Teilnehmer im Alter zwischen 31 und 55 Jahren. Es wurde südlich des Polarkreises an einem See in den Nordwest-Territorien Kanadas gedreht. Die siebte Staffel wurde am 11. Juni 2020 veröffentlicht. Die Teilnehmer versuchten, 100 Tage in der Arktis zu überleben, um einen Preis von 1 Million US-Dollar zu gewinnen. Die achte Staffel kam am 3. Juni 2021 und die neunte Staffel am 4. August 2022. 2022 wurden außerdem zwei neue Spin-Off-Serien bestellt. Alone: Frozen setzt sechs ehemalige Kandidaten mitten im Winter an der Ostküste Labradors ab, wo sie 50 Tage lang überleben müssen. Alone: The Skills Challenge bringt drei ehemalige Teilnehmer zurück, die ihre Bushcraft-Fähigkeiten in Kopf-an-Kopf-Bauwettbewerben auf die Probe stellen. Die Teilnehmer erhalten grundlegende Werkzeuge und können nur die natürlichen Ressourcen um sie herum nutzen. Beide Serien wurden Anfang August nach Staffel 9 ausgestrahlt. Staffel 10 kam am 8. Juni 2023.

## Staffeln
| Staffel | Episoden | Episoden | Ursprünglich ausgestrahlt | Ursprünglich ausgestrahlt | Tage bis zum Sieg |
| Staffel | Episoden | Episoden | Premiere                  | Staffelfinale             | Tage bis zum Sieg |
| ------- | -------- | -------- | ------------------------- | ------------------------- | ----------------- |
| 1       | 11       | 11       | 18. Juni 2015             | 20. August 2015           | 56                |
| 2       | 15       | 15       | 21. April 2016            | 14. Juli 2016             | 66                |
| 3       | 12       | 12       | 8. Dez. 2016              | 9. Feb. 2017              | 87                |
| 4       | 12       | 12       | 15. Juni 2017             | 17. Aug. 2017             | 75                |
| 5       | 12       | 12       | 14. Juni 2018             | 16. Aug. 2018             | 60                |
| 6       | 11       | 11       | 6. Juni 2019              | 22. Aug. 2019             | 77                |
| 7       | 11       | 11       | 11. Juni 2020             | 20. Aug. 2020             | 100               |
| 8       | 12       | 12       | 3. Juni 2021              | 19. Aug. 2021             | 74                |
| 9       | 11       | 11       | 26. Mai 2022              | 4. Aug. 2022              | 78                |
| 10      | 11       | 11       | 8. Juni 2023              | 17. Aug. 2023             | 66                |
| Extras  | 7        | 7        | 14. April 2016            | 8. Juni 2023              | – 1               |

## Internationale Versionen
Im Januar 2017 wurde eine dänische Version der Serie mit dem Titel Alone in the Wilderness (dänisch: Alene i vildmarken) auf DR3 veröffentlicht. Es bestand aus zehn Teilnehmern und wurde im Herbst 2016 in Nordnorwegen gedreht. Die Teilnehmer wählten 12 Artikel aus einer Liste von 18 aus. Der Gewinner der dänischen Version erhält nichts als die Ehre. Seit 2017 wurden sechs weitere Staffeln von Alone in the Wilderness produziert.
Im Herbst 2017 wurde eine norwegische Version mit 10 Teilnehmern ausgestrahlt.
Anfang 2022 kündigte SBS nach dem Erfolg der US-amerikanischen Version im Netzwerk und ihres Streaming-Pendants SBS On Demand eine australische Version an. Die Serie mit dem Titel Alone Australia wird von ITV Studios Australia produziert und am 29. März 2023 hatte es Premiere. Die Serie spielt in einem abgelegenen Abschnitt der Westküste Tasmaniens. Die amerikanische Version der Show wird auch per Pay-TV ausgestrahlt in Australien bei A&E über Foxtel.
Im August 2022 wurde eine britische Version von Channel 4 angekündigt. Die Serie wird von The Garden produziert.
Eine deutsche Version wurde im Frühjahr 2024 auf RTL+ veröffentlicht. Sie spielt wie die ersten Staffeln des Originals auf Vancouver Island. Der Gewinner erhält 75.000 €.